# Mecklenburgische T 3
Die T 3 der Großherzoglich Mecklenburgischen Friedrich-Franz-Eisenbahn, ehemals Baureihe XVII, war eine Güterzugtenderlokomotive der Achsfolge C nach dem Vorbild der Preußischen T 3.
Sie wurde später von der Deutschen Reichsbahn als Baureihe 89.80 in ihren Nummernplan eingeordnet.
Von den insgesamt 68 Exemplaren, die in den Jahren von 1884 bis 1906 von verschiedenen Herstellern gebaut wurden, entsprachen 51 (T3a) der älteren Bauart der Preußischen T 3 mit Regleraufsatz. Die anderen 17 (T3b) entsprachen der verstärkten Preußischen T 3 mit Dampfdom. Zwei Lokomotiven davon erhielten statt der Allan-Steuerung eine Heusinger-Steuerung. Sie wurden vor allem im Nebenbahn- und Rangierdienst eingesetzt. Die letzte Lokomotive wurde von der Deutschen Reichsbahn im Jahr 1963 ausgemustert.